# Unione Sportiva Ragusa 1977-1978
Questa voce raccoglie le informazioni riguardanti l'Unione Sportiva Ragusa nelle competizioni ufficiali della stagione 1977-1978.

## Rosa
| N. |                   | Ruolo | Calciatore          |
| -- | ----------------- | ----- | ------------------- |
|    | Italia (bandiera) | C     | Roberto Bacilieri   |
|    | Italia (bandiera) | A     | Lauro Barbieri      |
|    | Italia (bandiera) |       | Barbuto             |
|    | Italia (bandiera) | D     | Paolo Busa          |
|    | Italia (bandiera) | P     | Vincenzo Caruso     |
|    | Italia (bandiera) |       | Cavone              |
|    | Italia (bandiera) | D     | Giovanni Cilia      |
|    | Italia (bandiera) | A     | Agostino Cinnirella |
|    | Italia (bandiera) | A     | Guido De Maria      |
|    | Italia (bandiera) | A     | Vincenzo Latella    |
|    | Italia (bandiera) | D     | Rosario Librizzi    |
|    | Italia (bandiera) | A     | Pasquale Maida      |
|    | Italia (bandiera) | C     | Luigi Massimilia    |
|    | Italia (bandiera) | P     | Maurizio Mazza      |

| N. |                   | Ruolo | Calciatore           |
| -- | ----------------- | ----- | -------------------- |
|    | Italia (bandiera) | D     | Francesco Menga      |
|    | Italia (bandiera) | C     | Carmelo Messina      |
|    | Italia (bandiera) | C     | Stefano Musumeci     |
|    | Italia (bandiera) | C     | Andrea Occhipinti    |
|    | Italia (bandiera) |       | Parrino              |
|    | Italia (bandiera) | D     | Giancarlo Rabacchin  |
|    | Italia (bandiera) | C     | Bartolo Scalone (II) |
|    | Italia (bandiera) | D     | Carmelo Scalone (I)  |
|    | Italia (bandiera) | C     | Nunzio Schembari     |
|    | Italia (bandiera) | D     | Paolo Siciliano      |
|    | Italia (bandiera) | C     | Michele Sorace       |
|    | Italia (bandiera) | A     | Francesco Sortino    |
|    | Italia (bandiera) | C     | Antonio Tripepi      |